# Gran Idea
La Gran Idea (grec Μεγάλη Ιδέα, Megáli Idéa) ha estat l'expressió del sentiment nacionalista grec durant els segles xix i xx. Era un concepte d'irredemptista que aspirava a unir tots els grecs dins d'un sol estat nació amb capital a Constantinoble, per tal com una gran part de les poblacions gregues havien quedat sota l'Imperi Otomà després de la independència del nou estat grec el 1832.
El terme va ser inventat a 1844 per Ioannis Koletis, primer ministre del rei Otó I de Grècia, durant els debats que van portar a la promulgació de la Constitució de 1844. Tot i que l'expressió era nova el 1844, el concepte ja era present en la tradició popular grega, nodrida de profecies i oracles que havien mantingut vives les esperances d'un eventual alliberament del poder turc Com deia la dita popular:
| « | Πάλι με χρόνια με καιρούς, πάλι δικά μας θα 'ναι! Una altra vegada amb anys i temps, una altra vegada tornaran a ser nostres! | » |

La "Gran Idea" ha dominat la política exterior i la interior de l'estat grec modern: des de la Guerra d'independència de Grècia de 1820 i fins al problema de Xipre de 1970, tot passant per les Guerres Balcàniques a principis del segle 20, la derrota grega a la Guerra greco-turca (1919-1922) (o per als turcs, la Guerra d'Independència Turca) que va seguir la Primera Guerra Mundial, i el posterior intercanvi de poblacions entre Grècia i Turquia (1923). El principal rival de Grècia per a l'acompliment de la Gran Idea va ser primer l'Imperi Otomà, i després la república de Turquia.

L'expansió territorial de Grècia entre 1832-1947

## Sentiment nacional

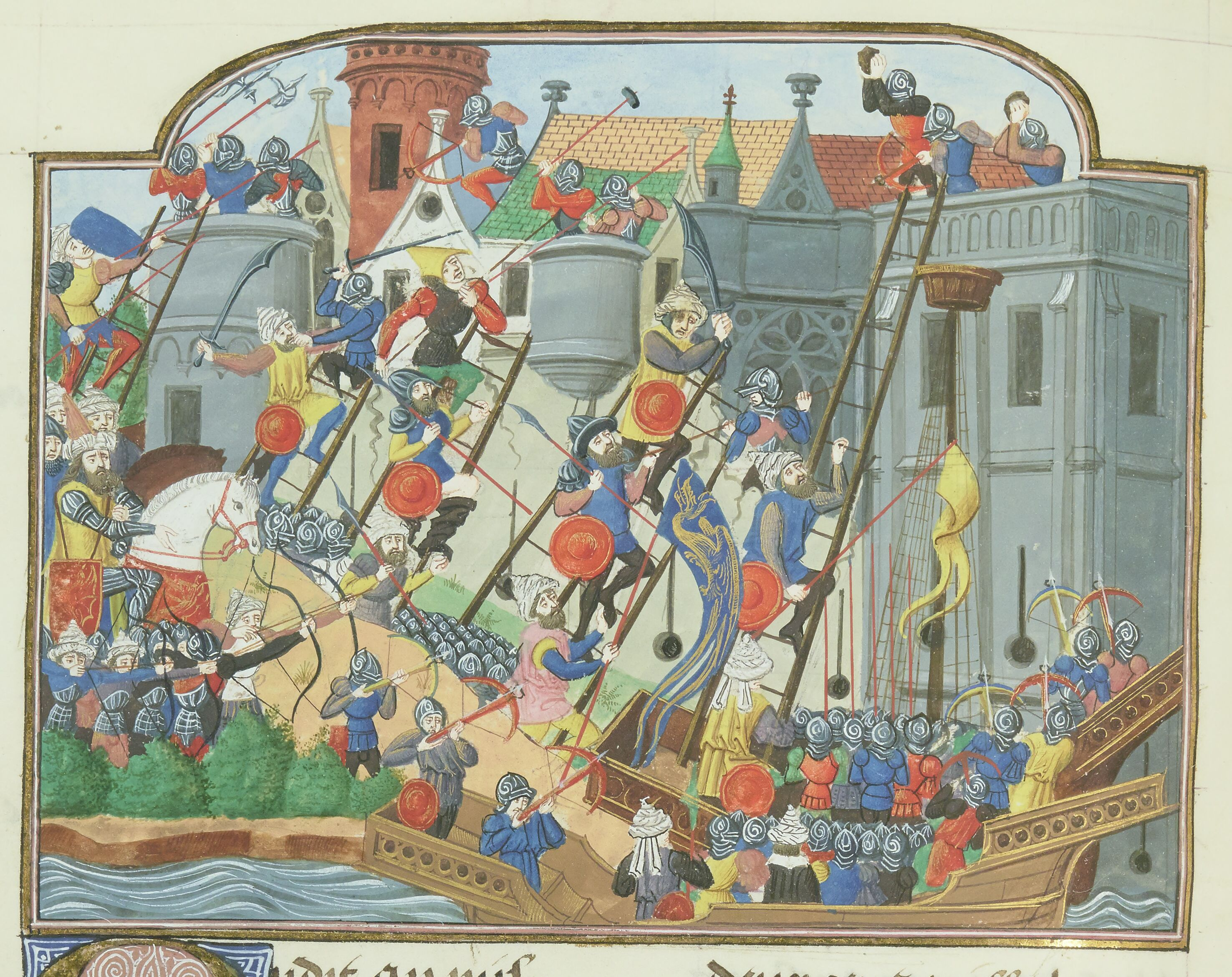
Il·lustració de les Cròniques de Jean Chartier representant el setge de Constantinoble, 3r quart del segle 15, Bibliothèque nationale de France

Els exèrcits otomans de Mehmet II van provocar la caiguda de Constantinoble el 1453, la ciutat va ser saquejada i l'església de Santa Sofia convertida en una mesquita. Els otomans van prendre successivament Atenes el 1458, el Despotat de Morea al Peloponès el 1460, i l'Imperi de Trebisonda al nord-est d'Anatòlia el 1461. Així van desaparèixer els últims vestigis de l'Imperi Romà d'Orient, absorbits per l'Imperi Otomà, i no va quedar cap estat grec independent.
No obstant això, l'administració otomana va reconèixer que hi havia una població que es podia considerar "grega". El sistema otomà dels millet organitzava la població de l'imperi en nacions. Hi havia un millet otomà, un altre de jueu, i un millet-i Rum o grec, que de fet incloïa tots els cristians ortodoxos, tant si parlaven grec, com búlgar, com romanès. Aquesta ambigüitat va tenir un paper important posteriorment a l'hora de definir els límits de la nació grega.
El signe de l'opressió era principalment l'impost del haradj. Fins a finals del segle 17 s'hi afegia el paidomazoma (l'obligació de proporcionar geníssers). Aquests impostos, i a més el seguit de deduccions dels sous que feien els nombrosos funcionaris, eren molt impopulars entre la població local. Les diverses revoltes com la Revolta d'Orlov van portar sovint a un augment dels impostos com a càstig.
L'extorsió dels bandolers (kleftes) era una forma de resistència als impostos que sovint s'ha considerat com a precursora del moviment d'alliberament nacional.
El millet grec estava dirigit per la jerarquia de l'Església Ortodoxa. El patriarca de Constantinoble era considerat pels otomans com el líder de la "nació grega". El poder de l'Església Ortodoxa estava així estretament vinculat a la dominació otomana. L'Església estava, doncs, interessada en la supervivència i el manteniment del poder otomà, ja que en depenien els mateixos interessos de l'Església. Això la va desacreditar en gran part als ulls de la població.

### Definir un Estat nació

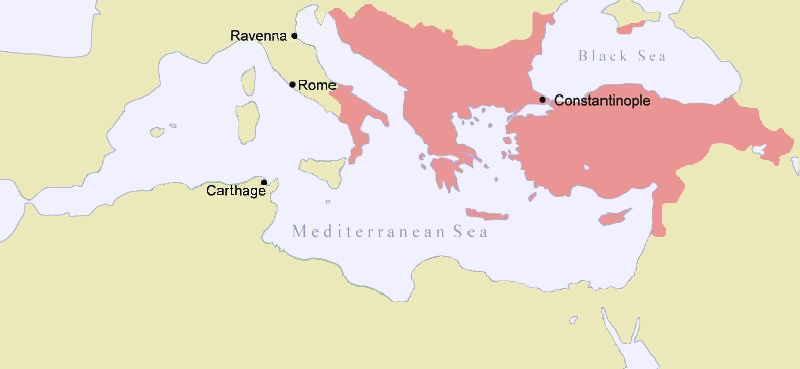
L'objectiu territorial de la Gran Idea : l'Imperi Romà d'Orient en temps de la dinastia macedònia

Com altres moviments nacionals del segle xix, la Gran Idea volia agrupar en un sol estat nació tots els grecs. Tenia el seu origen en l'ideari de la Il·lustració, i els seus models en la Revolució Francesa (Declaració dels drets de l'home i del ciutadà: dret dels pobles a disposar per ells mateixos) o la declaració d'independència dels Estats Units d'Amèrica (govern emanat del consentiment dels governats).
La gran majoria dels grecs eren sotmesos a l'Imperi Otomà. Les idees il·lustrades havien influenciat els fanariotes que per les seves funcions administratives i de govern estaven ben en contacte amb Occident. També hi havia intel·lectuals grecs a l'exili a Europa occidental: Adamàndios Koraís va passar tota la Revolució francesa a París; Rigas Fereos era a Viena; hi havia comerciants de la diàspora a Odessa, Venècia o Marsella.
Però, la definició mateixa de qui era "grec" o del que era "grec" ja era un problema. Quin principi calia aplicar: l'ètnia "grega", la religió ortodoxa "grega", la llengua "grega", la geografia, la història?
Iakovos Rizos-Neroulos va declarar durant la primera conferència de la Societat Archeològica Grega, el 1838, dalt de l'Acròpoli d'Atenes:

"Senyors, aquestes pedres, gràcies a Fídies, Praxíteles, Agoràcrit i Miró, són més precioses que diamants o àgates: és a aquestes pedres que nosaltres devem la nostra renaixença política."

Aquí evocava el paper dels viatgers occidentals que feien el Grand Tour per Europa en el naixement del sentiment nacional grec a finals del segle 18. Llur interès pels monuments antics va mostrar tant als erudits grecs com també a la població local que hi havia una altra Grècia de referència diferent de la Grècia de l'Església Ortodoxa sotmesa a la dominació otomana. Així que a Grècia va néixer una obsessió pels avantpassats (progonoplexia) i una fascinació per l'antiguitat (arkhaiotreia). Es van començar a posar als nens els noms de l'antiguitat, per a disgust dels sacerdots. Es va fer el mateix amb els noms dels vaixells.
També es va plantejar la qüestió de la llengua grega: la llengua vernacla es considerava contaminada d'elements estrangers, tucs sobretot. Calia recuperar una llengua "pura": es va triar el dialecte àtic del segle 5 aC. L'antiguitat va esdevenir la nova referència per a definir "Grècia".
L'extensió màxima d'aquest estat nació hauria estat, per als més maximalistes, l'extensió del món grec segons Estrabó, la referència històrica triada: De Sicília i la Magna Grècia a l'illa de Xipre; del nord de la mar Negra (Pont Euxí) a Creta, passant per la mateixa Grècia continental, l'Epir, Macedònia (Regne de Macedònia) i l'Àsia Menor (Jònia). Això correspon a l'extensió de l'Imperi Romà d'Orient de l'època de la dinastia macedònia.

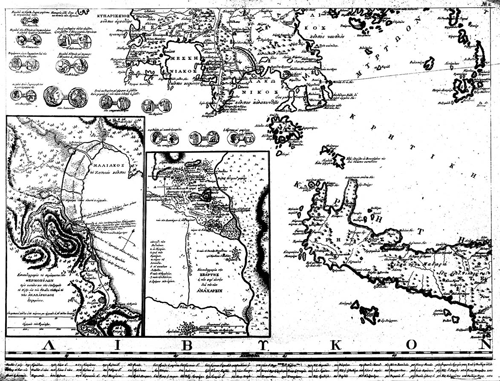
La Χάρτας της Ελλάδας de Rigas

De fet, cal afegir-hi el trauma polític i religiós que havia representat la presa de Constantinoble pels otomans el 1453. Constantinoble era la capital religiosa de l'Església Ortodoxa i la capital política de l'Imperi Romà d'Orient. La seva conquesta va coincidir amb la desaparició de Grècia i la submissió dels grecs. La seva llibertat i la seva existència com a nació no podia passar sense la recuperació de la "Ciutat".
El 1796, mentre era a Viena, Rigas, el poeta precursor de la insurrecció contra els Otomans, havia publicat un Mapa de Grècia (Χάρτας της Ελλάδας), que s'havia fet per a il·lustrar els Voyages du jeune Anacharsis en Grèce del francès Jean-Jacques Barthélemy. Aquest mapa immens (feia 4 m2) estava centrat a la Grècia antiga, però també incloïa Constantinoble, Valàquia, i les actuals Bòsnia, Sèrbia i Albània. La Grècia descrita així incloïa de fet tots els Balcans i Romania. El 1800, Anthimos Gazis, en va publicar une versió simplificada, afegint-hi la Magna Grècia i Xipre.

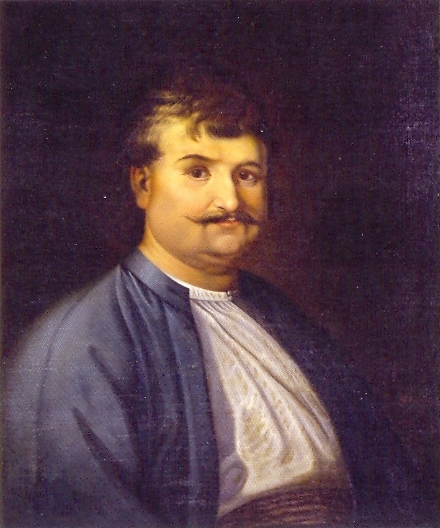
Rigas Fereos

## Desenganys posteriors a la guerra d'independència

### Independència

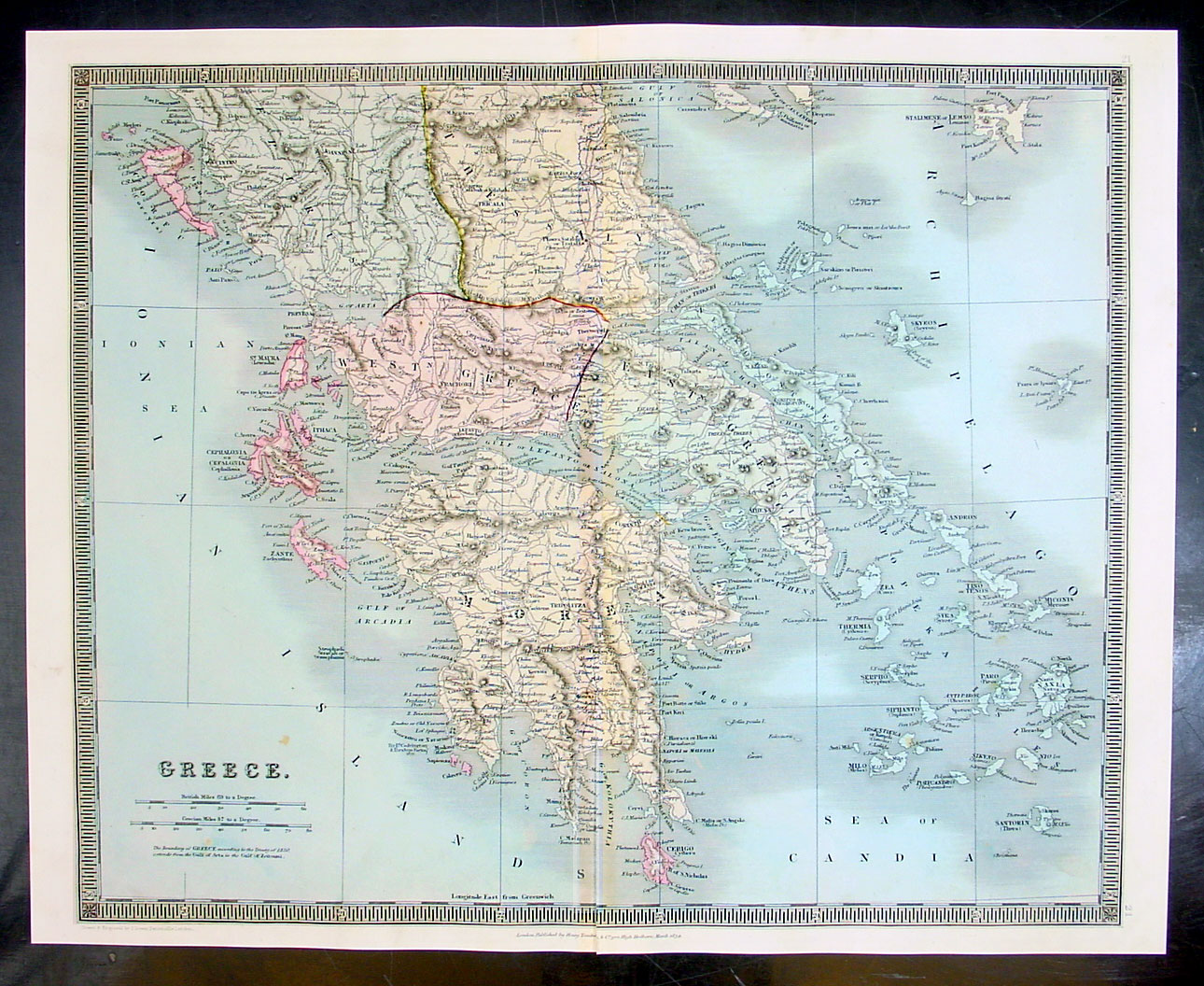
Grècia el 1834

La Guerra d'independència grega (1821-1829) va ser una guerra d'alliberament, una lluita contra l'ocupació otomana. Els principals moviments van ser al Peloponès i al voltant d'Atenes. També hi va haver combats a la Regió de l'Epir (sobretot per causa d'Alí Paixà de Janina). La victòria final es va aconseguir amb el suport de les grans potències, França, el Regne Unit i Rússia (que van esdevenir les "potències protectores" del jove regne de Grècia), amb fets com la batalla de Navarino i l'Expedició de Morea. Els grecs no van poder obtenir tot el que volien a les negociacions que van seguir al final del conflicte. Per tal de moderar les pèrdues de l'Imperi Otomà, la Conferència de Londres de 1830 va fixar els límits del nou estat. Grècia es va haver d'acontentar només amb el Peloponès, una part de la Rumèlia (de la frontera anava d'Arta a l'oest fins a Volos a l'est) i algunes illes prop del continent com Egina o Hidra i una part de les Cíclades. Uns 700 mil dels tres milions considerats grecs quedaven dins del nou estat, però, per exemple, Constantinoble sola ja contenia 200 mil grecs. Els principals centres culturals, religiosos i econòmics eren tots fora del regne, que no tenia cap gran ciutat: les tres primeres capitals, Egina, Nàuplia i fins i tot Atenes, no passaven del cinc mil habitants. Va ser una gran decepció per als patriotes grecs dins i fora d'aquest nou estat.

### Autòctons i heteròctons
Després del cop d'estat del 3 de setembre de 1843, durant les difícils negociacions per al projecte de Constitució, el primer ministre Ioannis Koletis va ser el campió dels drets de "heteròctons", els nacionals grecs nascuts fora de les fronteres del Regne. Sa família era originària de Valàquia i ell mateix era nat a la Regió de l'Epir, dos regions encara no lligades a la pàtria grega. Koletis considerava que Grècia havia d'englobar tant els autòctons, els nats dins del regne, i també els heteròctons, els grecs nats defora. Segons ell, hi havia dos centres de l'hel·lenisme: Atenes i Constantinoble, en les seves paraules "el somni i l'esperança de tots els grecs". Va declarar a l'Assemblea constituent el 14 de gener de 1844 en un discurs que va donar origen a la "Gran Idea":

Amb Orient a la dreta i Occident a l'esquerra, [Grècia] està predestinada pel seu renaixement a il·luminar l'Orient com al seu auge ja va l'il·luminar l'Occident.

En l'esperit […] d'aquesta gran idea espero que els representants de la Nació acordin de decidir el destí no només de Grècia, sinó de la nació grega en el seu conjunt. […] Seria molt més vasta i àmplia la gran idea que ens fem de la pàtria i que hem trobat expressada per primera vegada al poema de Rigas [Thourios]. 

El regne grec no és pas tota Grècia, sinó només una part, la part més petita i més pobre. Un grec no és només algú que viu dins dels límits del regne, sinó també algú que viu a Ioànnina, a Tessàlia, a Serres, a Adrianòpolis, a Constantinoble, a Trebisonda, a Creta, a Samos i a qualsevol de les terres associades a la història o a la raça grega

Hi havia poblacions que es podien considerar gregues, no només segons la definició de Koletis, sinó també per raons d'idioma, de religió o d'origen ètnic, a causa de les migracions:
- Als Balcans fins a Valona (actual Vlorë) a Albània actual per l'oest, i fins a  Varna a la Bulgària actual per l'est;
- Al llarg de la Mar de Màrmara i a Constantinoble;
- Al llarg de la costa de l'Àsia Menor, principalment a Esmirna;
- A Anatòlia, especialment a Capadòcia i al llarg de la costa nord de la mar Negra, als Alps Pòntics, i fins a Armènia;
- Al nord de la mar Negra, a les actuals Rússia i Ukraïna, on s'havien instal·lat alguns grecs pòntics i comerciants "autòctons" a la zona d'Odessa.

Alguns dels grecs a l'estranger, especialment els camperols, diferien ben poc dels seus veïns no-grecs. Si bé eren ferotgement ortodoxos, parlaven la llengua vernacla local. Els 400 mil grecs d'Anatòlia (i Constantinoble), que només parlaven turc, eren anomenats karamanlides. Precisament, una de les grans famílies dels polítics grecs del segle 20 ha estat la família dels Karamanlís. Alguns cognoms actuals originaris d'Anatòlia comencen amb Haji o Hadji (com el compositor Manos Hadjidakis, el pintor Nikos Hadjikyriakos-Ghikas o el fundador d'EasyJet Stélios Haji-Ioannou), que prové de la paraula àrab que prenen els membres de la família que han fet el seu pelegrinatge als llocs sants de l'islam (nota: de fet es troben deformacions d'aquesta paraula en noms de persona en altres llengües dels Balcans, ja que durant l'Imperi Otomà el Hajj es feia servir com a tractament honorari per a persones dignes de respecte, com ancians, mestres, etc., tant si eren musulmanes com ortodoxes o d'altres confessions).
Mirar de reunir aquests "nacionals" a Grècia va ser una de les constants de la política i la diplomàcia grega durant el segle xix.
Al mateix temps, també es va tractar de purificar Grècia i els seus autòctons de qualsevol influència estrangera. Calia rehel·lenitzar Grècia. La "purificació" de la llengua amb la creació del katharévussa va ser un dels exemples d'aquesta voluntat política.

## Primeres extensions territorials

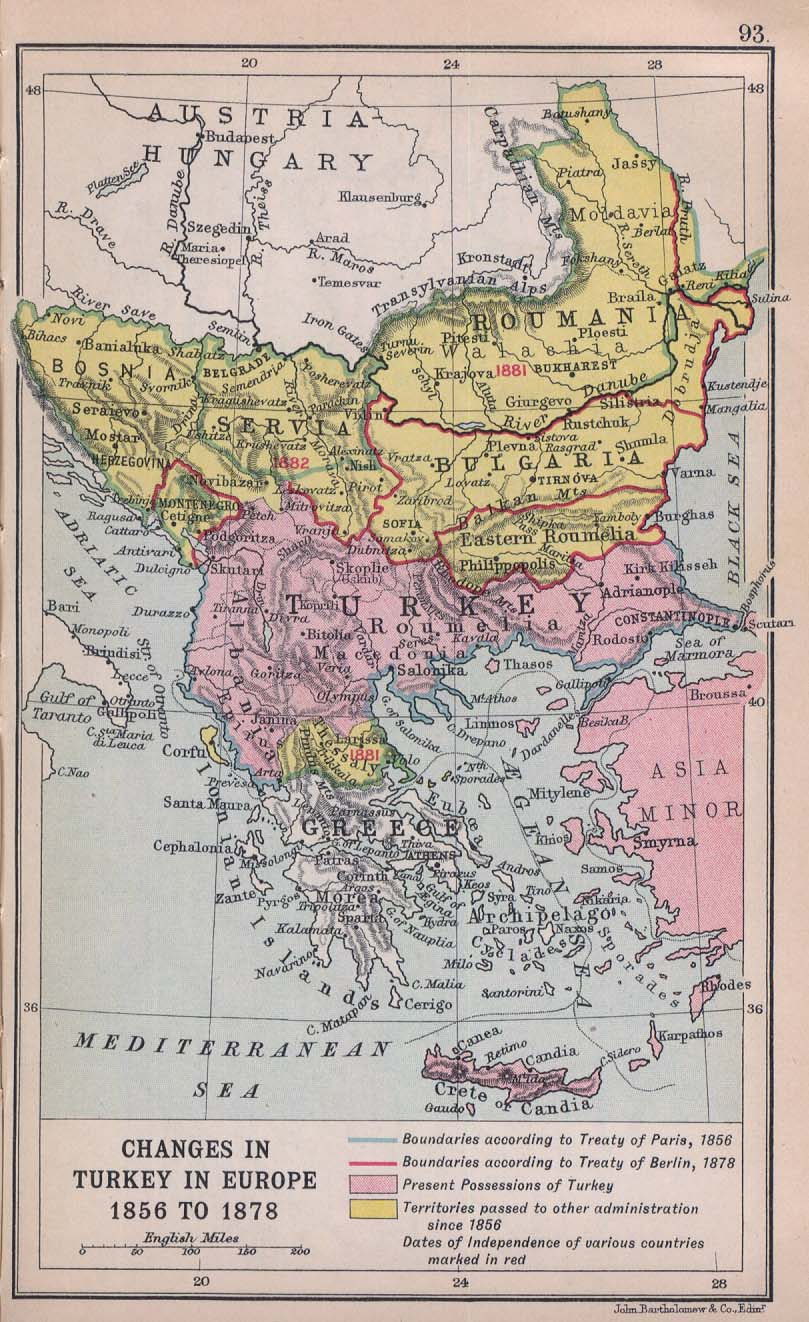
Grècia el 1878

El rei Otó va ser molt impopular, excepte quan va abraçar la causa de la Gran Idea, com a la Guerra de Crimea. La persecució de la Gran Idea es va fer a través de freqüents guerres durant la segona meitat del segle xix que van permetre a Grècia anar annexionant-se més i més territoris.
Amb l'inici de la Guerra de Crimea, Grècia va creure que podria aprofitar-se dels tràngols de l'Imperi Otomà. Com quan la guerra d'independència, bandes armades formades per kleftes i dirigides per estuadiants va reprendre les guerrilles a l'altra banda de la frontera de Tessàlia, l'Epir i Macedònia. França i Gran Bretanya, en paral·lel a la seva intervenció contra Rússia a Crimea, van enviar una flota per a ocupar El Pireu entre març de 1854 i febrer de 1857. Grècia va haver de cedir a la pressió. Malgrat tot això, una legió de voluntaris grecs, sota el comandament de Panos Koronaios, va anar a reforçar els russos assetjats a Sebastòpol.
Una primera i veritable expansió territorial va ser el maig 1864 quan la Gran Bretanya va cedir a Grècia les Illes Jòniques. Després de la revolució, un referèndum de 1863 havia designat un príncep britànic per a succeir el deposat rei Otó, però les Potències Protectores van rebutjar la tria i van imposar un príncep danès. En compensació i per a celebrar la coronació del nou rei Jordi I de Grècia, el Regne Unit va abandonar el seu protectorat sobre aquelles illes.
La insurrecció búlgara de 1876 i la conseqüent Guerra russoturca (1877-1878) va acabar amb el Tractat de San Stefano que va crear una Gran Bulgària sota protecció russa. La Gran Bulgària era un obstacle per a la Gran Idea.
El Regne Unit, Àustria-Hongria i Sèrbia no podien pas acceptar aquest tractat que afavoria Rússia als Balcans. Grècia va ser capaç de defensar el seu interès i ser escoltada al Congrés de Berlín de 1878. Grècia no va ser convidada formalment, però es va rebre una delegació grega, que incloïa, entre d'altres, Theódoros Diligiannis i Kharílaos Trikupis. La delegació otomana va ser encapçalada per Aléxandros Karatheodoris Pasha, un grec otomà.
Tessàlia i una part de l'Epir es van donar a Grècia com a resultat d'una nova ronda de negociacions durant la Conferència de Constantinoble de 1881.

A l'altre costat de la seva frontera nord ara hi havia Macedònia, el nou objectiu. (Vegeu

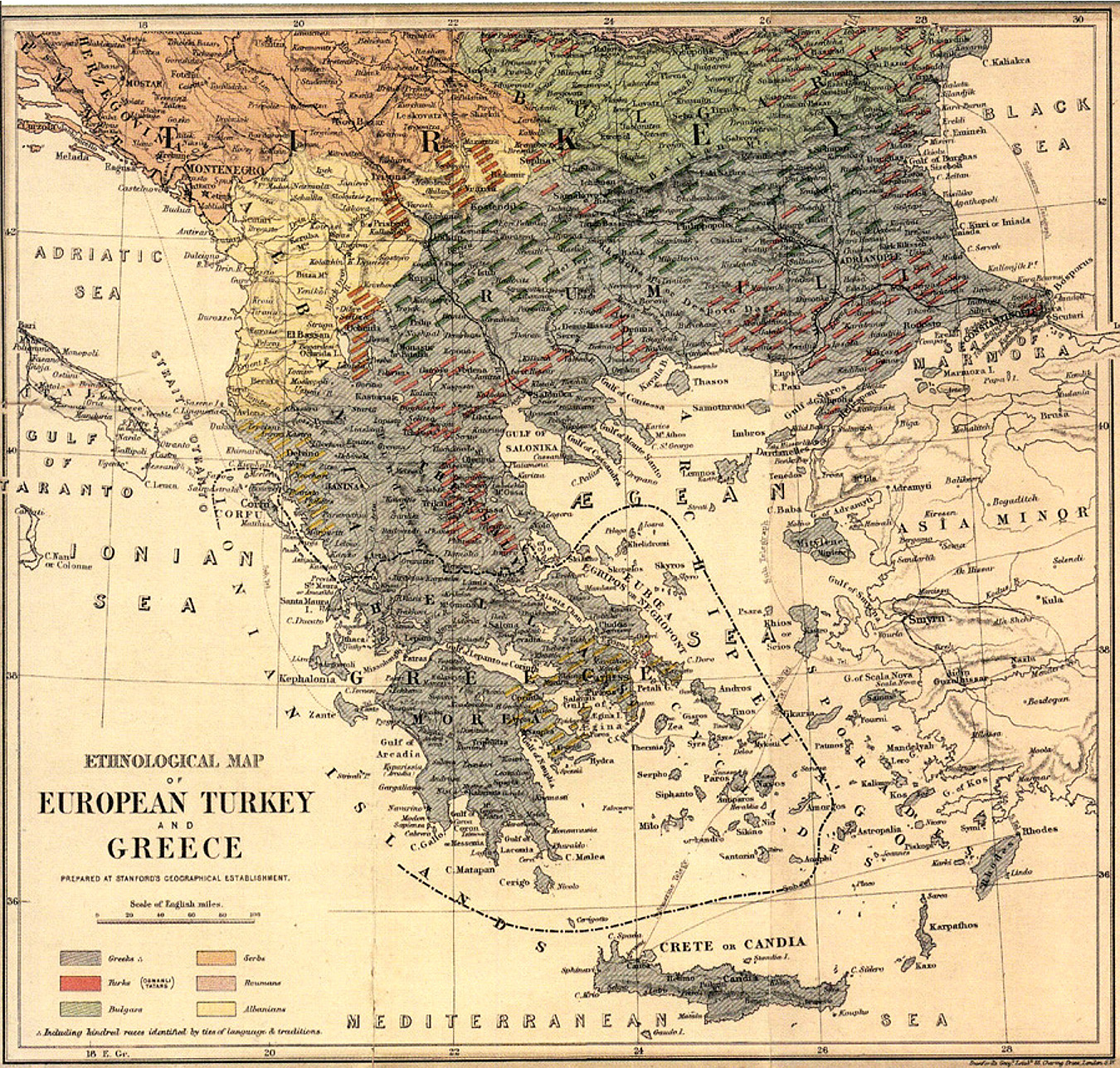
Composició ètnica dels Balcans segons cartografia de E. Stanford de 1878.

mapa).

## Creta

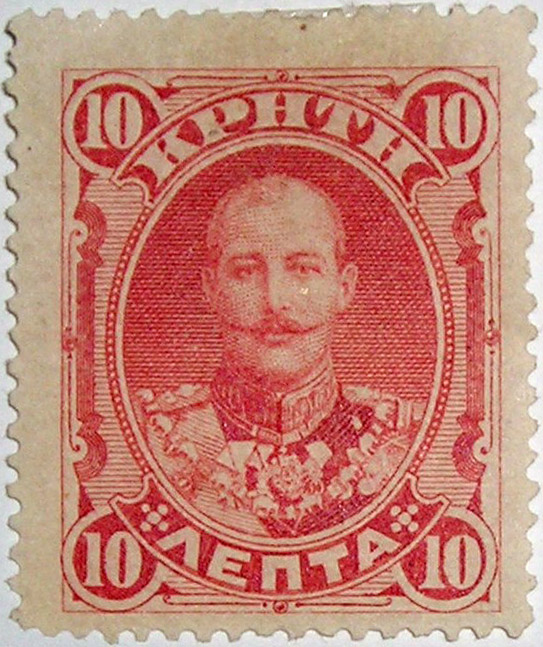
L'Alt Comissionat Jordi de Grècia

La Gran Illa era considerada a Atenes, i es considerava ella mateixa, com a grega. La unió (enosi) de Creta a Grècia semblava un objectiu evident.
Durant el segle xix va haver-hi diverses revoltes: 1841, 1858, 1866-1869, 1877-1878, 1888-1889 i 1896-1897. Grècia havia intentat forçar la unió. El 1868, Atenes va enviar ajuda als insurgents cretencs. L'Imperi Otomà va protestar i va organitzar el bloqueig d'Ermoúpoli, el port de l'illa de Siros, que era el port principal de viatgers i mercaderies de la mar Egea. La mediació de les Potències Protectores va desfer l'enfrontament.
El 1885, aprofitant una nova crisi, el primer ministre, Theódoros Diligiannis, va enviar una flota a Creta. Les Potències Protectores van instaurar un nou bloqueig marítim a Grècia.
Diligiannis era al poder una altra vegada el 1897, durant la insurrecció cretenca. Sota la pressió popular, va enviar una flota i militars a la Gran Illa. Es va decretar la mobilització general, i l'abril va començar la guerra contra l'Imperi Otomà a Tessàlia. Aquesta va ser l'anomenada Guerra dels Trenta Dies, una total derrota grega. Malgrat tot, Grècia no en va sortir massa mal parada. El tractat de pau acordava l'autonomia de Creta sota sobirania otomana. Jordi de Grècia, el segon fill del rei Jordi I de Grècia, va ser nomenat Alt Comissionat de Creta. També es van fer alguns ajustaments en favor de l'Imperi Otomà a la fronteres de Tessàlia.
La principal lliçó de la humiliació de la Guerra dels Trenta Dies va ser que Grècia sola mai no seria capaç d'assolir la Gran Idea. L'Imperi Otomà, tot i que en decadència, constituïa un adversari massa considerable.
Creta forniria Grècia amb un dels seus principals polítics i seguidors de la Gran Idea: Elevthérios Venizelos.

## Macedònia i les guerres balcàniques
Si la població era bastant homogènia al sud de Grècia, els límits ètnics al nord eren difícils de determinar. Els diferents grups ètnics estaven molt barrejats als Balcans i cada un dels diferents estat nació creats durant el segle xix reivindicava zones poblades, almenys en part, pels que considerava els seus nacionals. Macedònia era una d'aquestes zones: estava habitada per grecs, búlgars, serbis, albanesos, turcs i valacs (o aromanesos).
|                | Estimació búlgara (1900) | Estimació sèrbia (1900) | Estimació grega (1904) | Estimació turca (1905) |
| -------------- | ------------------------ | ----------------------- | ---------------------- | ---------------------- |
| Població total | 2.190.520                | 2.880.420               | 1.711.607              | 1.824.032              |
| Bulgars        | 1.179.036                | 57.600                  | 332.162                | 352.788                |
| Grecs          | 225.152                  | n.c.                    | 650.709                | 625.889                |
| Serbis         | 700                      | 2.048.320               | n.c.                   | n.c                    |
| Turcs          | 564.158                  | n.c.                    | 634.017                | 745.155                |

### Una regió disputada
Grècia havia començat a intervenir de sota mà a Macedònia des dels anys 1890. El conflicte era religiós i polític però l'objectiu final era el control de la regió. El primer pretext havia estat la creació d'un exarcat ortodox a Bulgària que entrava en competència amb el Patriarcat de Constantinoble. Els exarquistes eren, doncs, búlgars, i els patriarquistes grecs, grecs. Com durant la Guerra d'independència grega o la Guerra de Crimea, va haver-hi bandes armades autoproclamades combatents per la llibertat, els makedonomakhoi, que reclamaven la unió de Macedònia al regne grec. L'Ethniki Etairia, (Societat Nacional), grega, ajudava aquests makedonomakhoi.
El govern d'Atenes els va donar suport més o menys directe: finançament a través dels seus agents consulars com Ion Dragumis o la supervisió d'assessors militars, com Pavlos Melàs. Alguns grecs del Regne van tornar a la regió per a participar en els combats. Van prendre el nom d'andartes. En paral·lel, el 1893 es va fundar l'ORIM o Organització Revolucionària Interior Macedònia, amb les seves pròpies bandes armades de komitadjis (el nom ve del fet que l'ORIM es va organitzar en comitès). L'ORIM, més aviat socialista, va ser inicialment nacionalista macedoni per a defensar l'autonomia de la regió. L'organització va ser recuperada per Bulgària,
Amb la derrota de 1897 a la Guerra dels Trenta Dies Grècia havia quedat en una situació difícil respecte a Bulgària, que hi estava realitzant una intensa propaganda: creació d'escoles o d'orfenats, per exemple. Mentrestant, van continuar els combats esporàdics entre komitadjis i alguns andartes (que Grècia havia desautoritzar obertament), o entre els andartes i gendarmes turcs, però principalment entre komitadjis i gendarmes turcs. Les atrocitats van ser nombroses: saquejos, incendis o assassinats. Els grecs es van tornar a organitzar a la regió, sota l'impuls del bisbe de Kastoria, Germanos Karavanggelis a partir de 1900.
Ion Dragumis, llavors secretari del consolat grec a Monastiri (actual Bítola) es va implicar activament en la causa grega a Macedònia malgrat les ordres clares dels seus superiors de ser prudent. Va crear una organització de defensa de les comunitats gregues de la regió, que va anomenar Άμυνα (Defensa), i que estava formada seguint el model de la Philiki Etaireia.
El 2 d'agost (20 de juliol del calendari julià) de 1903, el dia de Sant Elies (Ilinden), l'ORIM va endegar un aixecament a Macedònia occidental, on les tropes turques eren menys nombroses. Els komitadjis van atacar les posicions militars turques, els ferrocarrils, les carreteres, els ponts i el telègraf. Van entrar als pobles anunciant la fi de la presència otomana i la reforma agrària. Se'ls van unir alguns milers de camperols, mentre que la majoria fugia a les muntanyes. La repressió turca va ser molt dura: a la província de Monastir, 22 pobles i 8000 cases van ser arrasades, deixant entre 40 i 60 mil persones sense llar, i s'estima que va haver-hi uns 2 mil morts. Al novembre, es va restablir la calma. No obstant això, les potències occidentals, commogudes, van decidir intervenir. Es va preparar un pla denominat Mürzsteg i es va proposar a l'Imperi Otomà, que el va acceptar a finals de novembre. A més d'un control per part de les potències occidentals sobre el lloc dels fets per evitar que tornessin a passar fets similars, el pla preveia a la llarga una reorganització administrativa que permetia considerar una partició amb bases ètniques. Cada una de les ètnies considerades va mirar llavors de consolidar les seves posicions per disposar d'un territori més gran si s'arrivava a l'eventual partició.

### L'epopeia de Pavlos Melàs

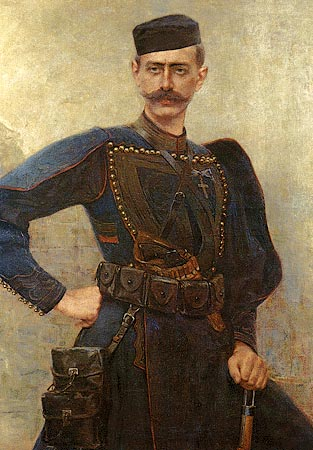
Pavlos Melàs amb vestimenta tradicional de Makedonomakhos per Georgios Jakobides.

El març de 1904, el govern grec, que no es volia involucrar massa obertament, però volia tenir una avaluació de la situació, va enviar quatre oficials a Macedònia. Pavlos Melàs, el cunyat de Ion Dragumis, era un d'ells. Perseguits pels gendarmes turcs, després d'haver recorregut la regió de Kastoria, van ser retirats a finals de mes. En els seus informes, els oficials van proposar o bé organitzar grups locals i enviar-los armes des de Grècia o bé crear grups directament a Macedònia. Melàs es va inclinar d'entrada per la primera solució abans de passar-se a la segona.
Melàs va tornar gairebé immediatament després d'obtenir un permís de l'exèrcit. Va adoptar el pseudònim de "Mikis Zezas" (pel noms dels seus dos fills). Va organitzar grups de guerrillers grecs a la regió de Kozani. El 31 d'agost de 1904 va ser nomenat comandant de les tropes irregulars gregues a Macedònia occidental pel Comitè de Macedònia a Atenes. El Conité li va enviar directament una banda d'andartes composta gairebé totalment de cretencs,
 que eren subdits otomans i, per tant, menys comprometedors per a Grècia., Va abandonar el seu uniforme de l'exèrcit grec, cosa normal per mirar de no involucrar el seu país. Més important encara, va començar a utilitzar la mena de faldilla tradicional, la fustanela (Φουστανέλα) dels pallikares de la guerra d'independència. Amb els seus homes, va representar l'última manifestació de la causa nacional grega, després dels akrites romans d'Orient que protegiene les fronteres fins als kleftes de la Grècia otomana o els pallikares. Els seus homes eren la majoria de Creta, l'altra regió disputada llavors a l'Imperi Otomà.
Melàs va ser mort el 26 d'octubre (13 d'octubre segons el calendari julià) en una emboscada entre la seva tropa i la gendarmeria turca a Statitsa, un petit poblet que ara porta el seu nom. La llegenda popular diu que Melàs, envoltat, va ordenar els seus homes de carregar i va fer recular els assetjants. No obstant això, va ser tocar per una bala perduda i va morir mitja hora més tard en una església propera. El seu cap va ser tallat pels seus propis homes. Hi ha dues explicacions per a això. Una d'ells és política, sense el cap, el cos no podia pas ser identificat i així Melàs no podia ser implicat directament i, per tant, tampoc Grècia. L'altra seria simbòlica: el cap es va convertir en una relíquia que no es podia deixar en mans dels otomans, que podrien utilitzar-lo com un trofeu i escarnir-lo. La saga de son cunyat va fornir Ion Dragumis amb el material per a la novel·la que el va fer famós:La sang dels màrtirs i dels herois.
La mort de Melàs va tenir un gran impacte a Grècia. Les campanes van sonar en honor seu per tot el país. Va cridar l'atenció sobre Macedònia i la política a seguir, va despertar els grecs que s'havien tornar prudents, després de la derrota de 1897. Va ser considerat com un heroi nacional.

### La revolució del Joves Turcs

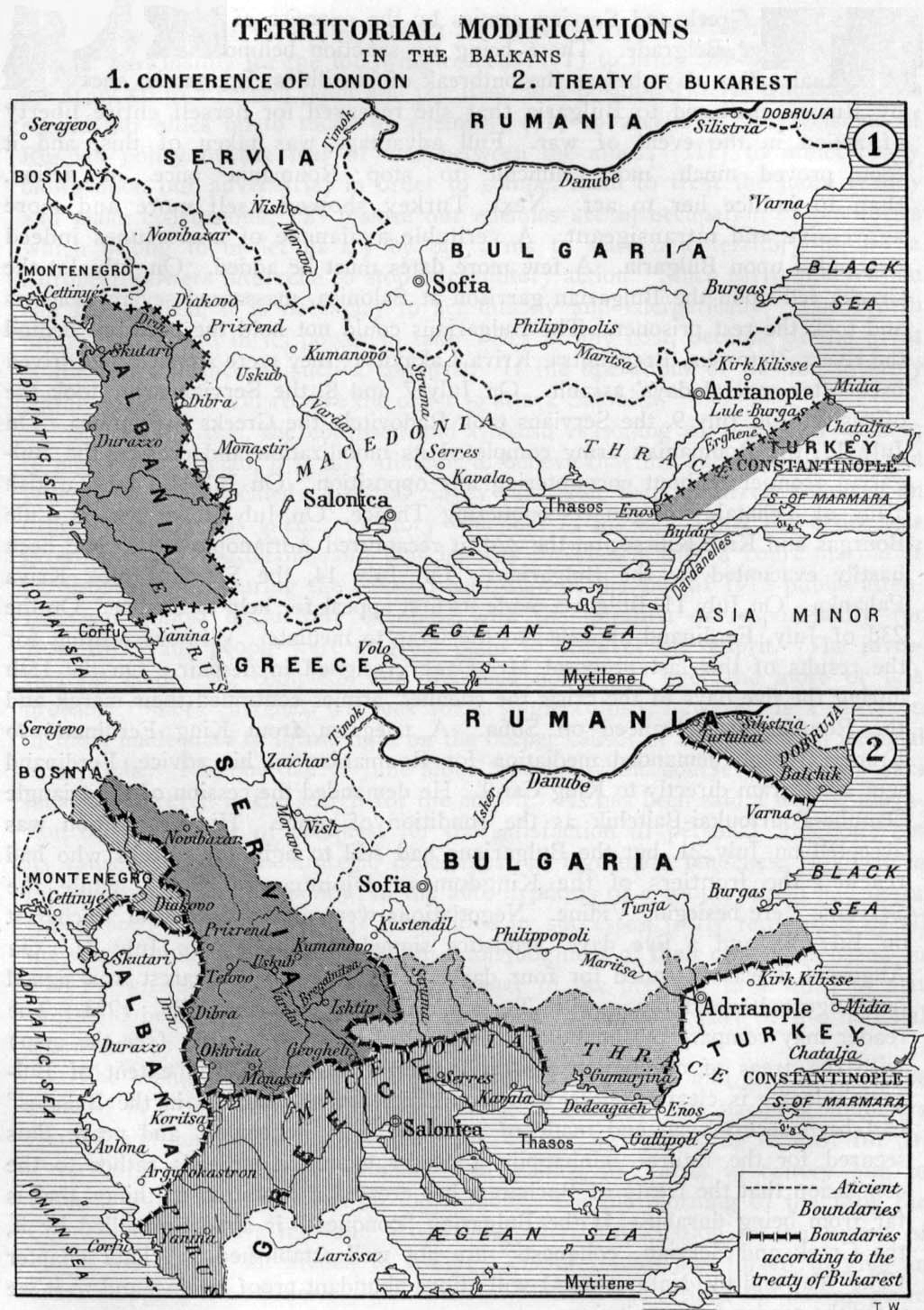
Les modificacions territorials a conseqüència de les guerres balcàniques

El 1908, la revolució dels Joves Turcs a Constantinoble va portar canvis. Bulgària es va declarar totalment independent de l'Imperi Otomà. Àustria-Hongria es va annexionar Bòsnia i Hercegovina que estava sota el seu protectorat des de 1878 a Berlín. Creta va decidir llavors l'enosi, la unió amb Grècia.
Els militars grecs va organitzar un cop d'estat: el cop de Gudí de 1909, i van posar Venizelos al capdavant del seu moviment perquè, sent d'origen cretenc, no estava marcat per la "corrupció" política del regne. Sent cretenc, Venizelos era també un partidari ferotge de la Gran Idea. Va dirigir, gràcies a una sobrada majoria parlamentària, una política de modernització del país.

### Primera guerra balcànica
La Guerra italo-turca (1911-1912) va debilitar l'Imperi Otomà. Els països balcànics se'n van aprofitar. Venizelos va dubtar abans de fer entrar Grècia a la guerra, perquè els seus "nacionals" eren massa dispersos dins de l'Imperi Otomà per no estar a l'abast de les represàlies turques. Però si no intervenia, Grècia s'arriscava a no poder participar en el repartiment del botí. El 18 d'octubre de 1912, Sèrbia, Bulgària, Montenegro i Grècia, aliats en la Lliga Balcànica, van declarar la guerra a l'Imperi Otomà, iniciant així la Primera Guerra Balcànica.
Les tropes gregues van prendre a principis de novembre Tessalònica, avançant-se només algunes hores a les tropes búlgares. L'armada grega modernitzada pel Regne Unit gràcies a Venizelos va establir la seva supremacia a la mar Egea, i va prendre Quios, Lesbos i Samos. Ioànnina, la capital de l'Epir, va ser conquerida el febrer de 1913. Els turcs van reconèixer aquestes annexions al Tractat de Londres el maig de 1913.

### Segona guerra balcànica
Primer units contra els otomans, després els vencedors es van barallar per Macedònia durant la Segona Guerra Balcànica. Sèrbia i Grècia van decidir partir-se Macedònia a costa de Bulgària. Romania també hi va intervenir per a obtenir-ne la seva part. La guerra va ser curta i Bulgària va ser aplastada.
El Tractat de Bucarest (1913) va donar Salònica i la Macedònia del sud a Grècia. No obstant això, Bulgària va conservar el port de Dedeagatch (actualment Alexandroupolis) a la mar Egea, i la creació d'Albània havia impedit l'annexió grega de l'Epir del nord.
Malgrat tot, la Gran Idea estava esdevenint realitat. En total, les guerres balcàniques van fer augmentar el territori grec en un 70% i la seva població va créixer de 2,8 milions a 4,8 milions. Quan Constantí I va pujar al tron de Grècia el 1913, s'esperava que podria adoptar el títol de Constantí XII, col·locant-se ell mateix en la successió directa de la Constantí XI Paleòleg, l'emperador romà d'Orient. La reconquesta de Constantinoble semblava a prop. Però Constantí en va tenir prou amb ser Constantí I.
No pas tots els residents de les zones annexionades eren grecs. A Salònica, el jueus sefardites eren la població majoritària. En altres llocs eren presents els musulmans turcs, els valacs que parlaven romanès, o els eslaus serbis o búlgars.
La Gran Idea va tenir un paper fonamental en l'anomenat "Cisma Nacional" (Ethnikos Dikhasmos) durant la Primera Guerra Mundial.

## Cisma nacional
La Gran Idea havia tingut com a objectiu la voluntad de reunir tots els grecs dins d'un sol mateix estat nació però la seva explotació política va tenir unes conseqüències ben diferents.

### Tria dels aliats

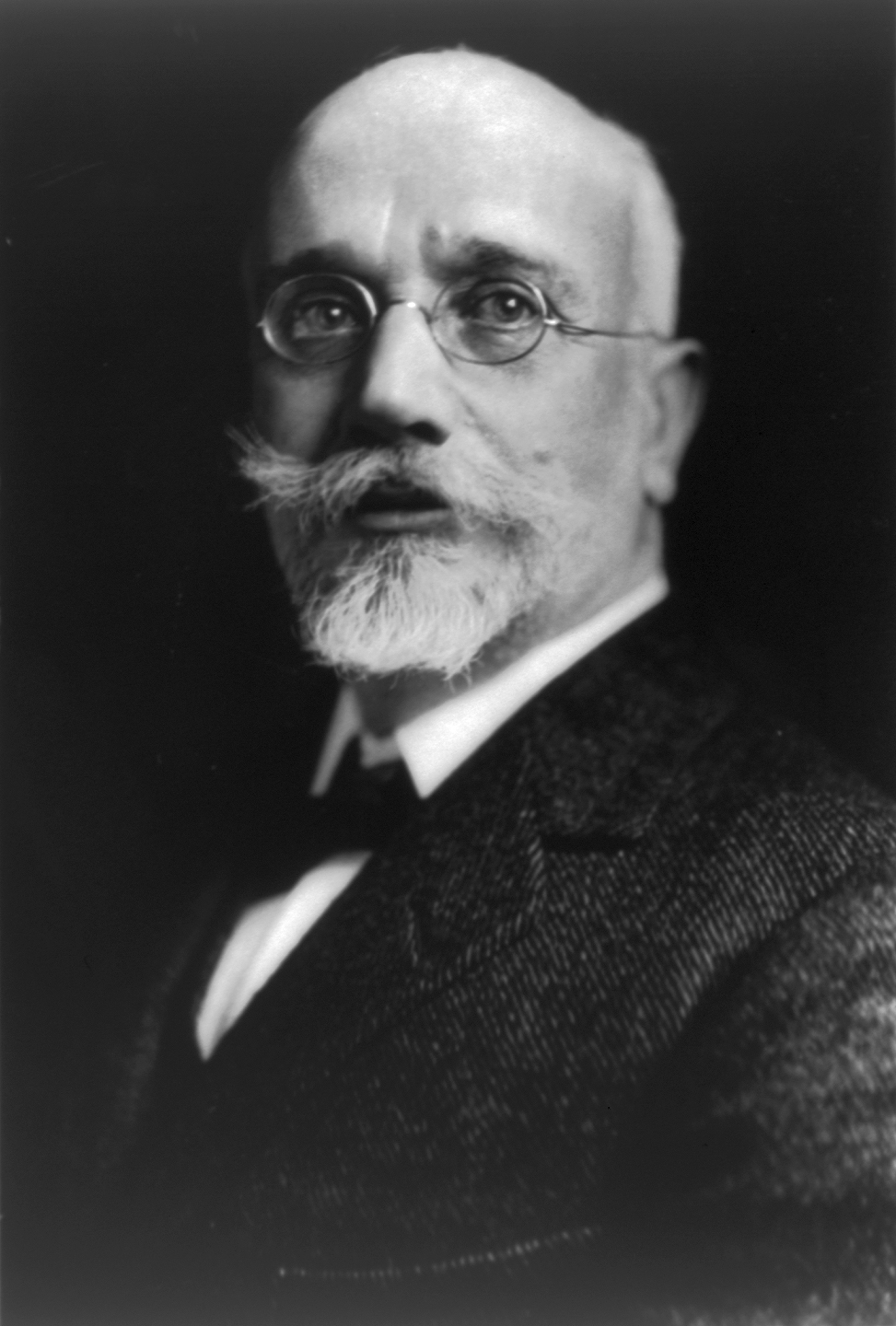
Elevthérios Venizelos.

La Gran Idea no va tenir pas només efecte en la política exterior. També va tenir un paper determinant en la política interior del regne grec. Es va arribar a presentar com el principal, o de vegades l'únic, objectiu dels successius governs.
Tots van insistir en la necessitat d'unitat nacional per a aconseguir la Gran Idea. No hi havia lloc, sota pena de ser considerat antipatriòtic, per a parlar d'altres qüestions polítiques (el desenvolupament lent, la corrupció, la subjecció a les Potències Protectores ...). La Gran Idea havia de ser el primer, i, per tant, servia per a desviar l'atenció de problemes interns.
Després que Kharílaos Trikupis va declarar el país en fallida el 1893 i que el país es va enfonsar en la crisi econòmica, es va fer servir la Gran Idea i l'afer de Creta per a desviar l'atenció de la població, i això va portar a la Guerra dels Trenta Dies i a la derrota grega.
Però va ser durant la Primera Guerra Mundial que la Gran Idea va portar a la crisi política interna més greu que mai no ha patit Grècia. Quan va esclatar la guerra, Grècia es va declarar inicialment neutral. Però mantenir-se al marge del conflicte no era pas l'única raó d'aquesta neutralitat. Els més alts dirigents de l'estat estaven dividits sobre quin dels dos bàndols afavoriria més els objectius de la Gran Idea.
Venizelos, el primer ministre, volia mantenir-se aliat a Sèrbia, com durant les Guerres Balcàniques, amb la idea de desmembrar definitivament Bulgària, que era aliada dels Imperis Centrals. Calia, doncs, unir-se a la Triple Entente.
El rei Constantí, cunyat del Kaiser Guillem II d'Alemanya, i Mariscal de Camp honorari de l'exèrcit alemany, s'inclinava més aviat cap a l'aliança amb Alemanya i també Bulgària, per tal de regirar-se contra Sèrbia, l'anterior aliat, i quedar-se amb els seus territoris.
L'octubre de 1915, el rei va cessar Venizelos i va fer informar el govern búlgar que Grècia no intervindria en cas d'un atac de Sèrbia. Va fer servir la clàusula del tractat d'aliança amb Sèrbia de 1913 que preveia que Grècia ajudaria Sèrbia si era atacada per Bulgària, excepte si alhora era atacada per dos altres potències més (en aquest cas Alemanya i Àustria-Hongria).
Els britànics, per inclinar Grècia cap a l'Entente, van proposar al successor de Venizelos de donar l'illa de Xipre a Grècia a canvi de la seva ajuda. El primer ministre Aléxandros Zaïmis va refusar, prova que el govern grec havia decidit com a prioritat desmembrar l'anterior aliat, Sèrbia, i no l'Imperi Otomà.

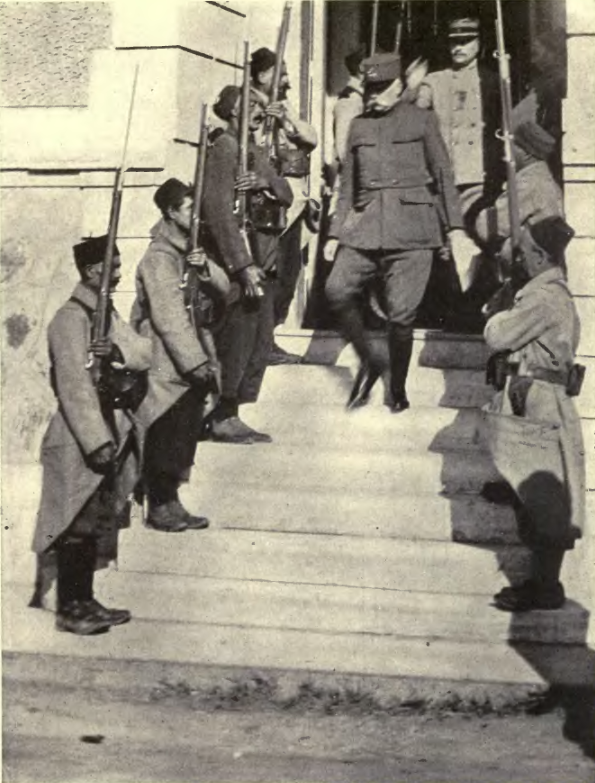
El general francès Sarrail a Salònica

Com a complicació, Venizelos, abans de ser cessat, havia autoritzat que s'instal·lés a Salònica un cos expedicionari anglo-italo-francès de 250 mil homes sota el comandament del general Sarrail. Els 150 mil fugitius de l'exèrcit serbi van ajuntar-se també a Salònica l'abril de 1916, després de ser evacuats via Corfú (que havia estat ocupada amb aquest objectiu per l'Entente) i després que el rei Constantí i el seu nou primer ministre Stephanos Skouloudis els haguessin prohibit de fer servir el Canal de Corint).
El govern grec, partidari de les potències centrals, va autoritzar així mateix que les tropes búlgares (enemigues de l'Entente) avancessin cap a Salònica tot lliurant-los les fortaleses de Serrès i Kavala.

### Ruptura
Després d'un intent de conciliació amb el sobirà, que es va negar a rebre'l, Venizelos va marxar d'Atenes per tornar a Creta. Llavors va publicar (27 de setembre de 1916) una proclamació a "tot l'hel·lenisme", demanant-lo de fer-se càrrec del seu propi destí i "salvar el que es pogués salvar", cooperant amb 'Entente perquè "no només Europa sigui alliberada de la dominació alemanya, sinó també els Balcans de les pretensions búlgares de supremacia." El novembre, Venizelos va organitzar a Salònica un govern provisional de Defensa Nacional (Ethniki Amyna), un govern rival al govern lleial al rei dirigit per Spyridon Lampros. Això va ser el Ethniko Dikhasmos. Tessàlia i l'Epir, i part de l'exèrcit, van seguir Venizelos.
Una zona neutral entre la Grècia del nord i la "vella Grècia" va ser organitzada per l'Entente, que donava suport polític i financer al govern Venizelos. Una flota franco-britànica comandada per l'Almirall Louis Dartige du Fournet, va ocupar la badia de Salamina per pressionar Atenes (com durant la Guerra de Crimea, o el 1885), on es van enviar diversos ultimàtum successius referents principalment al desarmament de l'exèrcit grec. Nicolau II de Rússia es va negar, però, que es deposés el rei Constantí.
El 1r de desembre de 1916, el rei Constantí va cedir a les exigències de l'almirall francès, i les tropes de Dartige du Fournet va desembarcar a Atenes per prendre possessió de les peces d'artilleria demanades. L'exèrcit de lleials a Constantí, però, s'havia mobilitzat en secret, i havien fortificat Atenes. Els francesos van ser rebuts per un foc granejat. L'almirall va haver de refugiar-se al Zappeion, i només va poder escapar-ne a l'empara de la nit. La massacre de soldats francesos va ser anomenada les "Vespres gregues". El rei va felicitar el seu ministre de guerra i el General Dousmanis.
L'Entente no actuar immediatament. Rússia i Itàlia vacil·laven. No va ser fins a l'11 de juny de 1917 que es va exigir l'abdicació de Constantí. El 12 de juny, sota l'amenaça d'un desembarcament de 100.000 homes a El Pireu, va marxar a l'exili, sense abdicar oficialment. El seu segon fill d'Alexandre va pujar al tron. Els seus fidels, entre ells el general Dousmanis i el coronel Ioannis Metaxàs, van ser deportats a Còrsega. El 21 de juny, Venizelos va formar un nou govern a Atenes, i el dia 26, les tropes de l'Entente s'hi van instal·lar. Grècia, amb un exèrcit purgat dels seus elements favorables a Constantí, va entrar a la guerra al bàndol de l'Entente, contra Bulgària i l'Imperi Otomà.

## La "Gran Catàstrofe"

### Conseqüències de la Primera Guerra Mundial

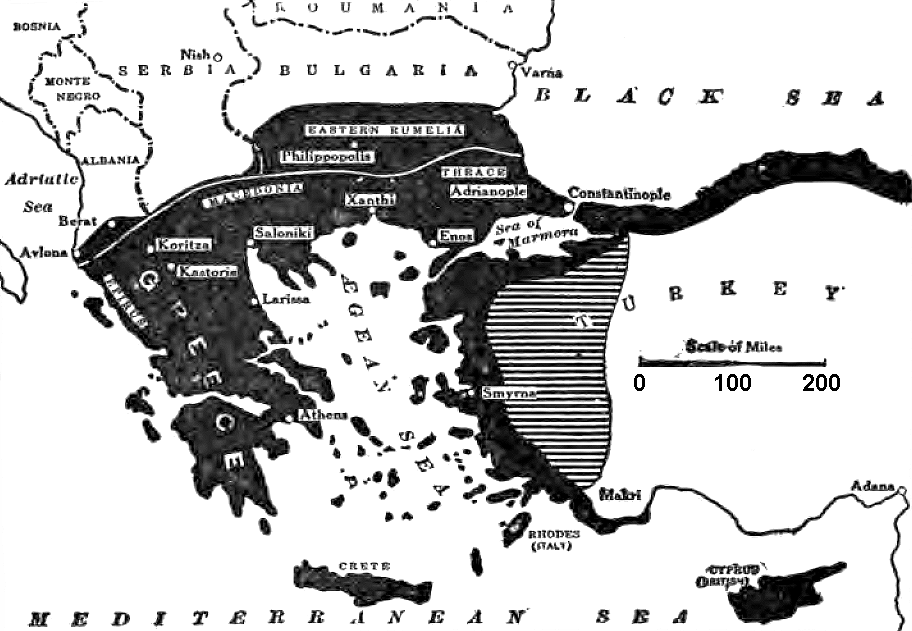
Grècia després del tractat de Sèvres, l'extensió territorial més gran mai més acostada a la Gran Idea.

L'estiu de 1918 uns 300 mil soldats grecs participaven en els combats sobre el front oriental sota el comandament del general Louis Franchet d'Esperey. Bulgària va capitular el 29 d'octubre, Turquia el 31 d'octubre. La participació grega a la victòria aliada li va permetre obtenir pràcticament tot el que la Gran Idea somiava.
Grècia va enviar també dos divisions al sud de Rússia per als exèrcits blancs de Vrangel per a protegir els 600 mil grecs pòntics, però també per mirar de situar-se com la nova gran potència ortodoxa.
Itàlia no va esperar les decisions del Tractat de Versalles per a tractar de desmembrar l'Imperi Otomà. Va desembarcar tropes a Antalya i les va fer marxar cap a Esmirna. Per a evitar un esfondrament massa precoç de l'Imperi Otomà, el Regne Unit, França i els Estats Units van autoritzar a Grècia l'ocupació militar d'Esmirna. El 15 de maig de 1919 i protegides per la flota britànica, les tropes gregues van desembarcar-hi. Es van cometre atrocitats i massacres contra la població turca, i uns 350 turcs van morir. Els enfrontaments i escaramusses es van mantenir fins a l'esclat d'un conflicte armat real. L'ocupació d'Esmirna, va ser el catalitzador de la revolució nacionalista de Mustafà Kemal.

### Tractat de Sèvres

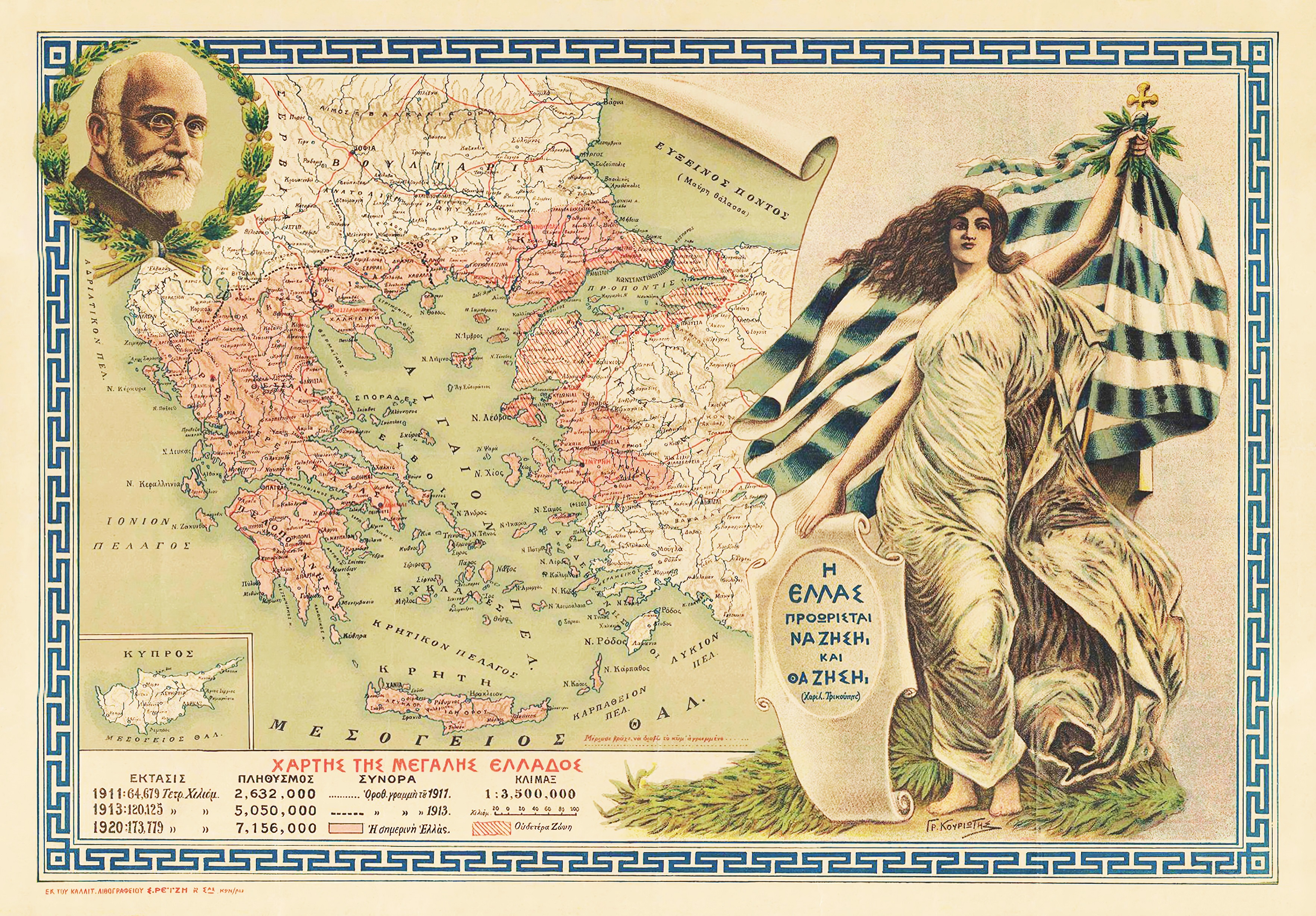
Mapa de la Gran Grècia o Megali Hellas després del tractat de Sèvres amb la imatge d'Eleftherios Venizelos, partidari de la Megali Idea.

L'agost de 1920, el tractat de Sèvres va acordar cedir a Grècia Tràcia, les illes d'Imbros i Tenedos, la ciutat d'Esmirna (que llavors tenia més habitants grecs que no pas Atenes) i tot el seu rerepaís. Aquesta regió es posava sota el mandat de la Societat de Nacions pendent d'un referendum previst per al 1925.
Mentrestant, el Gran Cisma no havia pas acabat. A les eleccions legislatives de 1920 es van enfrontar els monàrquics (fidels a l'ex-rei Constantí, no pas al seu fill Alexandre que acabava de morir d'una forma ben inusual per una mossegada d'un ximpanzé) i els liberals de Venizelos. Els monàrquics feien campanya per la desmobilització i la pau, proposant "una Grècia petita, però honorable". Els liberals volien la represa del conflicte per a crear una "Gran Grècia entre dos continents i cinc mars (Mar Mediterrània, Mar Egea, Mar Jònica, Mar de Màrmara i Mar Negra).". El monàrquics van guanyar les eleccions, van restaurar el rei Constantí, i van purgar l'exèrcit dels elements venizelistes.

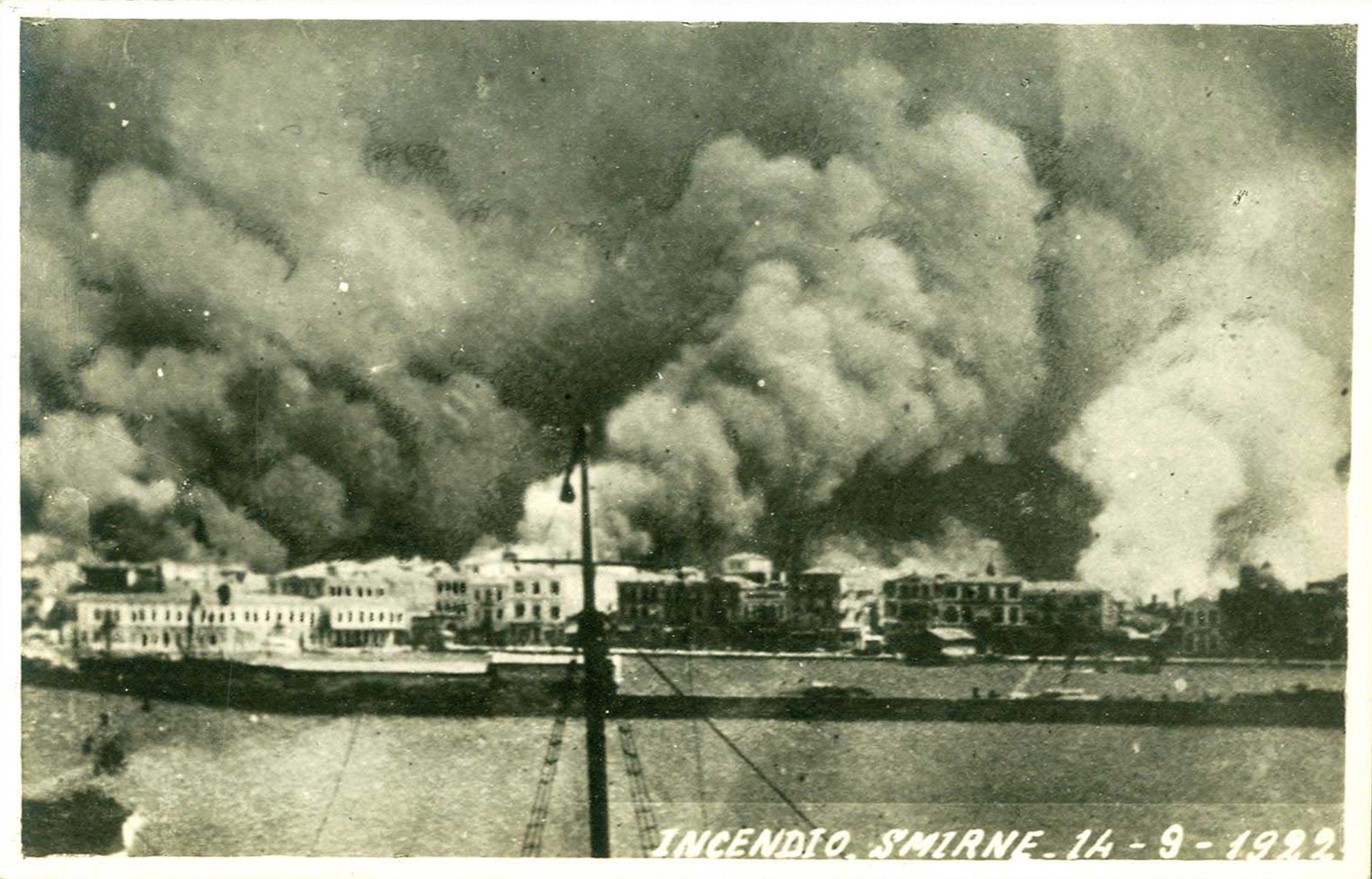
L'incendi d'Esmirna

L'aplicació del Tractat de Sèvres va determinar els esdeveniments. Contràriament a la ciutat, el rerepaís d'Esmina era majoritàriament turc i oposat a la dominació grega. Els monàrquics del govern van renegar de llur programa electoral i amb l'excusa de mantenir l'ordre van començar una política expansionista. Això va portar a una nova guerra greco-turca (1919-1922). Però després del retorn al poder del rei Constantí, els aliats occidentals malfiaven de Grècia, que no podia comptar amb la mateixa ajuda que el 1918. Totes les peticions de préstecs, armes, municions, fins i tot d'aliments, van ser refusades. Turquia, dirigida per Mustafa Kemal va oposar una forta resistència. El nacionalisme grec va xocar amb el nacionalisme turc. L'ofensiva grega sobre Ankara el març de 1921 va ser un desastre. El març de 1922, Grècia es va declarar disposada a acceptar la mediació de la Societat de Nacions. L'atac dirigit per Mustafa Kemal el 26 d'agost de 1922 va obligar l'exèrcit grec a replegar-se davant de l'exèrcit turc practicant la política de la terra cremada i assolant els pobles i els camps. Al seu torn, els turcs van cometre atrocitats contra la població grega. Esmirna, que va ser evacuada el 8 de setembre, va ser incendiada. S'estima que uns 30 mil cristians hi van ser morts.

### Tractat de Lausana
El tractat de Lausana (1923) que va seguir va ser desfavorable per a Grècia, que perdia la Tràcia oriental, Imbros i Tenedos, Esmirna i la deixava sense cap possibilitat de mantenir un peu a Anàtolia. Els grecs serien expulsats de l'Àsia Menor després de 3 mil anys de presència. La Gran Idea mai no seria pas realitzada. Per a evitar qualsevol nova demanda territorial, es va acordar un intercanvi de poblacions, que a Grècia seria conegut com la Gran Catàstrofe. Durant el conflicte més de 150 mil grecs ja havien fugit de l'Àsia Menor. El tractat de Lausana va fer desplaçar més d'1.100.000 grecs de Turquia, més de 40 mil grecs de Bulgaria, més de 58 mil grecs de Rússia (per la derrota de Vrangel) i més de 10 mil d'altres proveniències (Dodecanès o Albània, per exemple). En total, la població grega va augmentar de cop un 20%.
A canvi, uns 380.000 turcs havien de deixar el territori grec per marxar a Turquia, i uns 60.000 búlgars de Tràcia i Macedònia havien de marxar rere les noves fronteres de Bulgària. L'acolliment immediat dels refugiats va costar a Grècia 45 milions de francs, després la Societat de Nacions va organitzar un préstec de 150 milions de francs per a la instal·lació dels refugiats. El 1935, Grècia havia fet una despesa de 9 mil milions de francs en total. La Gran Idea havia costat molt cara, i el seu fracàs parcial l'havia apartada del primer pla de la vida política per un temps. El 1930, Venizelos va visitar oficialment Turquia i va proposar Mustafa Kemal per al Premi Nobel de la Pau.

## La Gran Idea després de Lausana
La Gran Idea no havia pas desaparegut. Hi continuava sent, sense dir-ne el nom, per a servir ara per a la propaganda d'un govern, ara per a desviar l'atenció de la població.
Així, després del seu cop d'estat del 4 d'agost de 1936, Ioannis Metaxàs va proclamar l'inici de la "Tercera Civilització Hel·lènica", després de la Civilització de la Grècia antiga i de la Civilització romana d'Orient. L'atac italià des d'Albània i les victòries gregues van permetre a Grècia de conquerir durant l'hivern de 1940-1941, l'Épir del nord que es va administrar com una província grega més, fins a l'ofensiva alemanya d'abril de 1941.
L'ocupació, la resistència, i després la guerra civil van deixar la Gran Idea a la rerabotiga. L'annexió de les illes del Dodecanès el 1947 no hi va tenir res a veure, només va ser el resultat de la derrota italiana i del fet que la Grècia formés part del bàndol dels vencedors.

## Xipre
L'intercanvi de poblacions de 1922 no havia pas estat total. Quedaven grecs a Constantinoble, esdevinguda Istanbul, i turcs a la Tràcia grega. Fins a mitjans dels anys 1950, sobretot per la pressió de l'OTAN, Grècia i Turquia havien mantingut relacions cordials. L'illa de Xipre, ocupada pel Regne Unit va esdevenir la "poma de la discòrdia". El 1955, el coronel de l'exèrcit grec, però d'origen xipriota, Geórgios Grivas va endegar una campanya de desobediència civil, i després una d'atemptats, amb l'objectiu de fer fora els britànics, i posteriorment aconseguir la unió amb Grècia. El primer ministre grec, Aléxandros Papagos no hi va ser pas desfavorable. Els britànics llavors van enfrontar els turcs xipriotes als grecs xipriotes. A la demanda de la població grega (80% de la població xipriota) d'enosi o unió amb Grècia, el 20% de turcs hi van respondre amb la demanda de taksim o partició. Els problemes xipriotes van tenir repercussions al continent. El setembre de 1955, en resposta a la petició d'enosis dels grecs xipriotes, va haver-hi pogroms contra els grecs d'Istanbul: 4000 revistes, 100 hotels i restaurants i 70 esglésies van ser destruïdes o danyades. Això va causar l'última gran onada de migració des de Turquia a Grècia.
Els acords de Zurich de 1959 van resultar amb la independència de l'illa de Xipre dins de la Commonwealth britànica. Els enfrontaments interètnics a partir de 1960 van portar a una intervenció célebre del president dels Estats Units, Lyndon Johnson i a l'enviament d'una força d'interposició de les Nacions Unides el 1964.
La qüestió de l'estatus de Xipre va ser recuperada per la dictadura dels coronels, que va presentar el seu cop d'Estat de 21 d'abril 1967 com l'única manera de defensar els valors tradicionals de la civilització hel·lènico-cristiana. El general de Brigada Stylianos Pattakos va declarar el 1968:

"Jovent de Grècia... Amagueu al vostre cor i a la vostra fe, el sentit profund de sacrifici. Es remunta al Veniu-me-les a prendre! [les armes] de Leònides, al No us rendiré la Ciutat. de Constantí XI i al No! de Metaxàs. És al Quiets o disparo! del 21 d'abril de 1967."

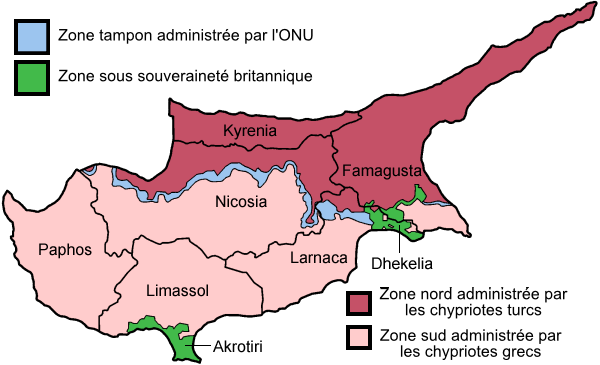
La partició de Xipre

Es presentava la grandesa de Grècia des de l'antiguitat fins a l'Imperi Romà d'Orient, i després en sortia a la superfície la dels diversos dictadors posteriors. La Gran Idea no era pas lluny.
La crisi petroliera de 1973 va enverinar les relacions entre Grècia i Turquia. Es va descobrir petroli prop de Tassos. Turquia volia fer prospeccions en zones disputades amb la veïna Grècia. La situació dels coronels es va deteriorar. Els estudiants es van revoltar el novembre de 1973 i la Junta va enviar els tancs una altra vegada a l'Escola Politècnica. Una altra vegada es va fer servir la Gran Idea per desviar l'atenció dels problemes interns.
Amb el rerefons de la crisi del petroli a l'Egeu, el general de brigada Dimitrios Ioannidis va intentar el juliol de 1974 deposar el President xipriota Makarios i procedir a la unió o enosi de Xipre. Això desencadena una reacció immediata de Turquia, que va envair el nord de l'illa, de majoria turca, en l'anomenada Operació Attila. Els dos països van procedir tot seguit a la mobilització general. La dictadura grega no va sobreviure aquest nou fracàs. La Gran Idea havia tingut conseqüències també per a la política interior.

## Albània
Grècia no va reconèixer l'actual frontera Greco-Albanesa (i, implícitament la sobirania albanesa sobre l'Epir del nord) fins a 1987, pocs anys abans de la caiguda del règim comunista d'Albània. Però aquesta tardança a reconèixer les fronteres existents pot estar més aviat associada a l'aïllament internacional d'Albània durant la Guerra Freda i l'estat de bel·ligerància que existia entre tots dos estats des del final de la Segona Guerra Mundial.

## La Gran Idea en l'actualitat
Actualment, dins d'una Europa estabilitzada, la Gran Idea sembla morta, tot i que les diferències entre Grècia i Turquia per zones frontereres o aigües territorials ens recorden encara certes reivindicacions irredemptistes gregues. Més aviat l'economia (el petroli o la pesca) ha passat a ser la causa principal de les disputes. L'incident recent més notable va ser la disputa pels illots Imia i Kardak el 1997. Les relacions entre Grècia i Turquia han millorat després de les ajudes mútues pels terratremols de 1999.